# Caltabellotta

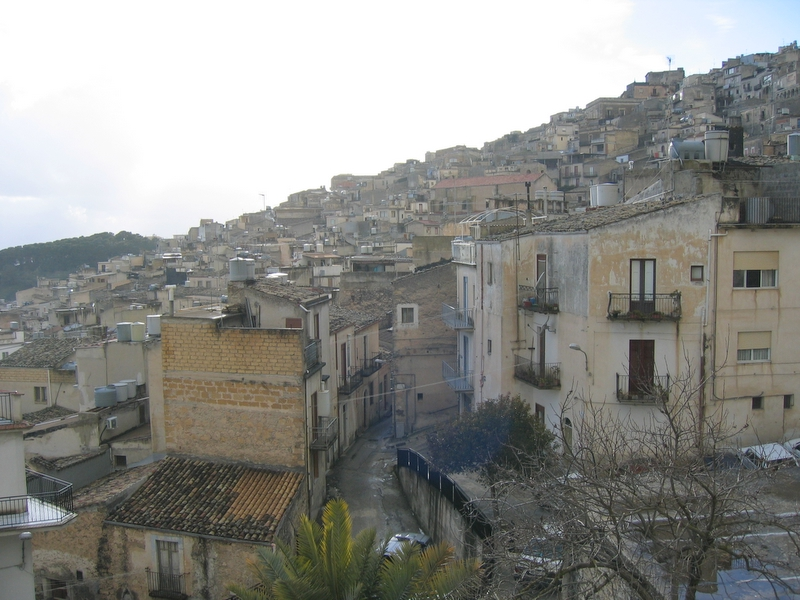

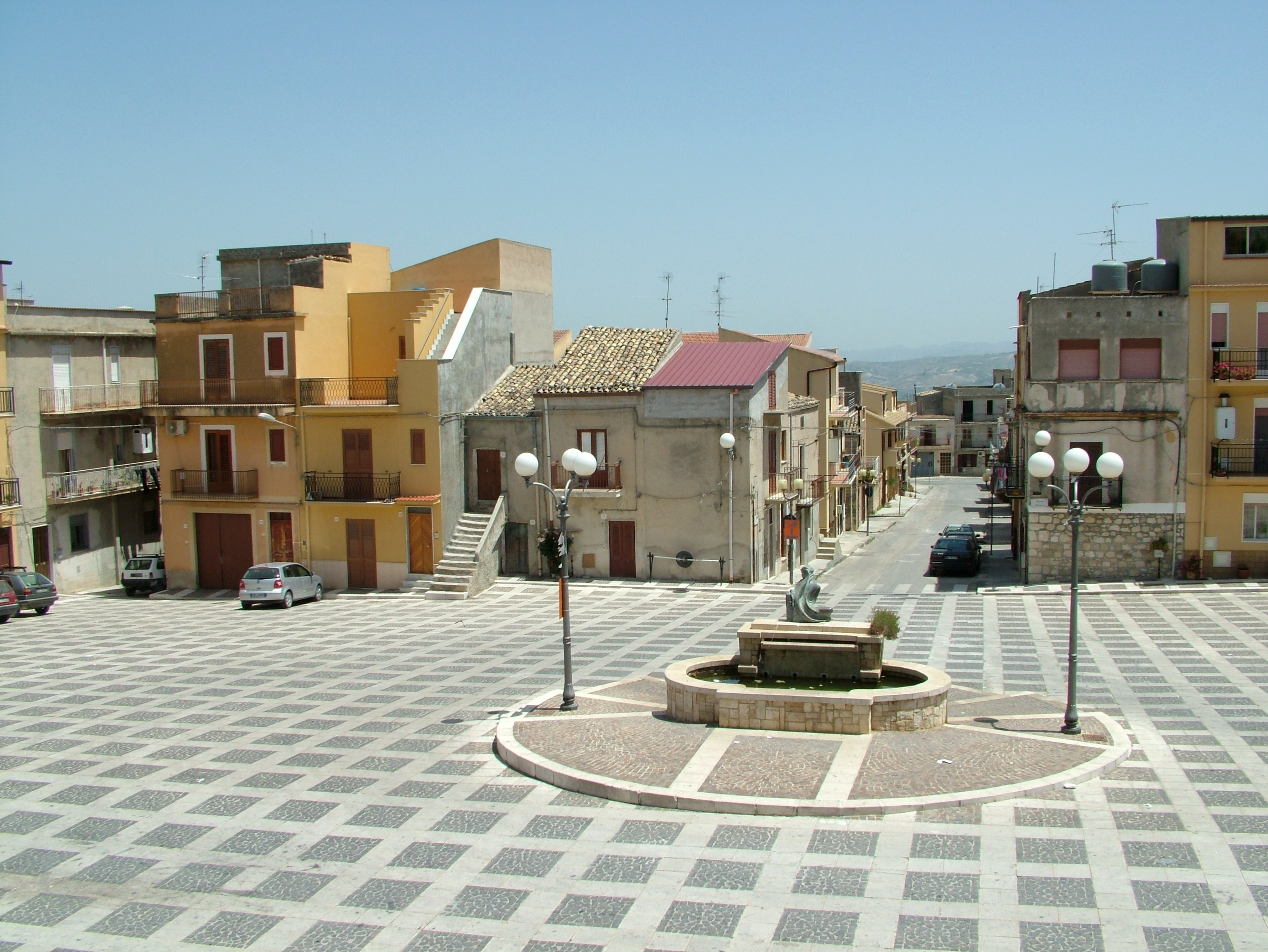
Het dorpsplein

Caltabellotta is een gemeente in de Italiaanse provincie Agrigento (regio Sicilië) en telt 4311 inwoners (31-12-2004). De oppervlakte bedraagt 123,6 km², de bevolkingsdichtheid is 35 inwoners per km².
In 1302 werd het vredesverdrag van Caltabellotta gesloten.

## Demografie
Caltabellotta telt ongeveer 1742 huishoudens. Het aantal inwoners daalde in de periode 1991-2001 met 12,1% volgens cijfers uit de tienjaarlijkse volkstellingen van ISTAT.
| Jaar | Inwoneraantal |
| ---- | ------------- |
| 1991 | 5059          |
| 2001 | 4448          |

## Geografie
De gemeente ligt op ongeveer 949 m boven zeeniveau.
Caltabellotta grenst aan de volgende gemeenten: Bisacquino (PA), Burgio, Calamonaci, Chiusa Sclafani (PA), Giuliana (PA), Ribera, Sambuca di Sicilia, Sciacca, Villafranca Sicula.